# 策凌达什·额尔德尼诺维奇·道尔吉耶夫
策凌达什·额尔德尼诺维奇·道尔吉耶夫（1962年4月20日—），俄罗斯布里亚特共和国政治家，统一俄罗斯党员。第6届布里亚特共和国人民呼拉尔代表。他曾于2015年8月28日至2018年9月19日担任人民呼拉尔第五届会议主席。